# As (Belgio)
As è un comune belga di 7 579 abitanti, situato nella provincia fiamminga del Limburgo belga.